# Кугеево (Чувашия)
Куге́ево (чув. Чăнкасси) — деревня в составе Мариинско-Посадского муниципального округа Чувашии.С 2004 до 2023 года являлось административным центром Кугеевского сельского поселения.

## История
В 1917—27 Кугеево входило в состав Чебоксарского уезда, в 1927—1939 было в составе Козловского района, 1939—1959 было в составе Октябрьского района, 1959—1960 годах — в составе Козловского района, в 1962—1966 гг. — в составе Цивильского района, в 1960—1962 и с 1966 года и по настоящее время — в составе Мариинско-Посадского района.

## Символика
Утверждены свои герб и флаг: изображение, описание, положение. Официально внесены в Государственный геральдический Регистр Российской Федерации. Автор герба и флага — В. А. Шипунов.

### Геральдическое описание Герба муниципального образования
«В зелёном поле с серебряной вогнутой оконечностью, процветшей посередине двумя трилистниками, расположенными веерообразно, и выщербленной между ними в форме опрокинутого трилистника, золотая бычья голова прямо. В вольной части — законодательно установленная символика Чувашской Республики».

### Описание Флага муниципального образования
«Прямоугольное полотнище с отношением ширины к длине 2:3, воспроизводящее композицию герба Кугеевского сельского поселения в зелёном, белом и жёлтом цветах».

## Улицы
В настоящий момент д. Кугеево состоит из улиц:
- Аксаркасы ул.
- Анатрикас ул.
- Кайрикас ул.
- Капкас ул.
- Макачу ул.
- Молодёжная ул.
- Новая ул.
- Совхозная ул.
- Хурамазу ул.